# Thylacognathus lativentris
Thylacognathus lativentris är en tvåvingeart som först beskrevs av Wulp 1898.  Thylacognathus lativentris ingår i släktet Thylacognathus och familjen vapenflugor. Inga underarter finns listade i Catalogue of Life.